# Québecor
Québecor inc. (tidigare Quebecor inc.) är ett kanadensiskt medieföretag som är ett av landets största inom sin bransch. De har verksamheter inom bland annat television, telekommunikation, dagstidningar, internet, bokförlag, webbportaler/platser, tidskrifter, radio, videobutiker, tryckerier, skivaffärer och datorspelsutveckling.

## Översikt
För 2015 hade de en omsättning på cirka C$4 miljarder och i mars 2017 hade företaget en arbetsstyrka på 10 340 anställda. Huvudkontoret är placerad i Montréal, Québec och koncernens styrelseordförande är den före detta kanadensiska premiärministern Brian Mulroney, som ledde landet mellan 1984 och 1993.

## Idrottsengagemang

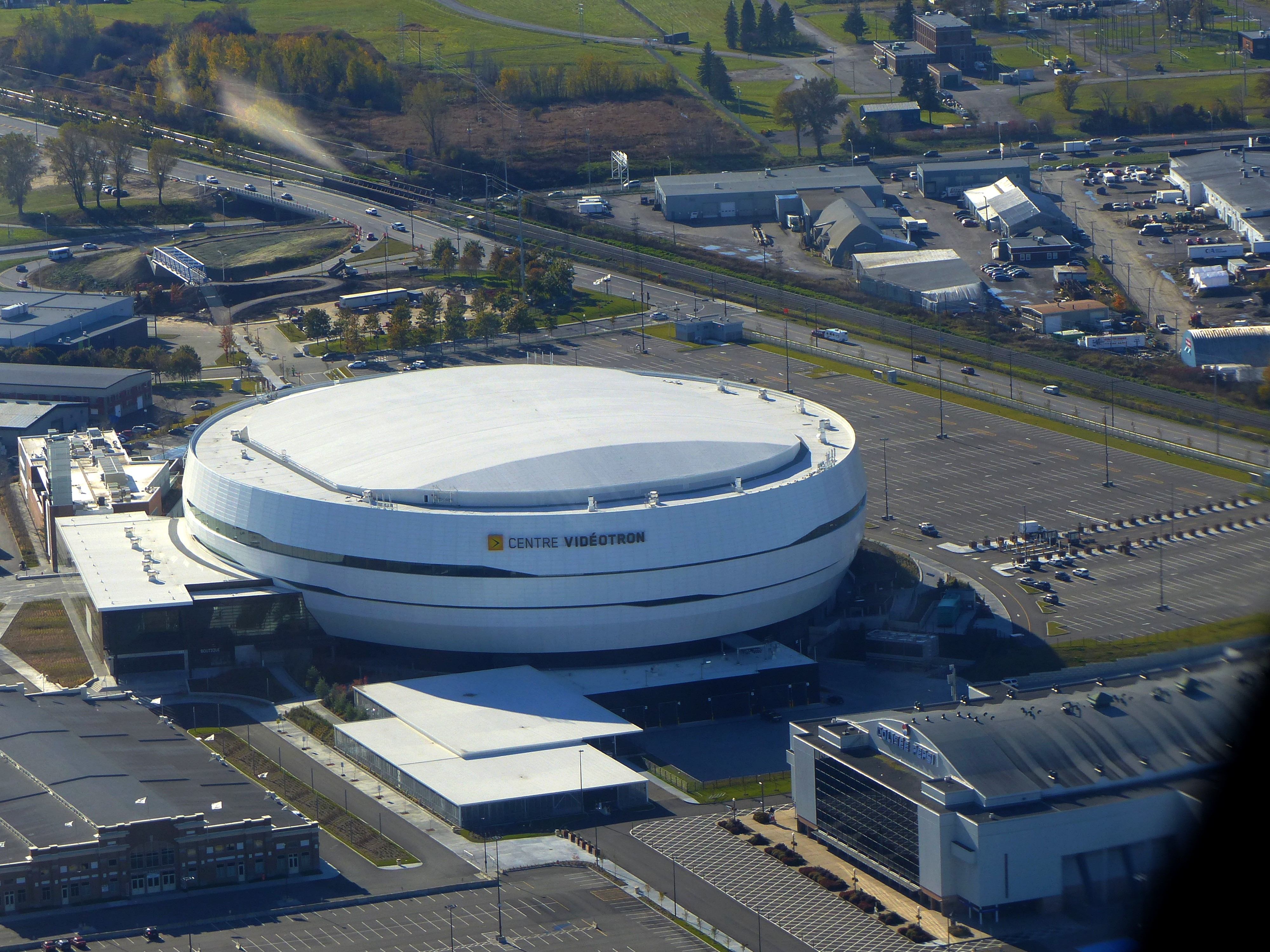
Centre Vidéotron i oktober 2015.

Den 24 juni 2015 meddelade Québecor att man skulle deltaga i den kommande expansionsprocessen av den nordamerikanska ishockeyligan National Hockey League (NHL). Det påtänkta ishockeylaget skulle placeras i Québec, Québec och spela sina hemmamatcher i Centre Vidéotron, som ska stå klar i september och där Québecor kommer ha driftansvar fram till 2040.
Staden har dock redan haft ett professionellt ishockeylag i Québec Nordiques som spelade i World Hockey Association (WHA) mellan 1972 och 1979 och i NHL mellan 1979 och 1995. Senare under 1995 blev ishockeylaget köpt av Comsat Entertainment Group Inc. och som valde att flytta Nordiques till Denver, Colorado i USA, för att bli Colorado Avalanche. Den 21 juli bekräftade NHL att Québecor hade skickat in en officiell ansökan om att få starta ett professionellt ishockeylag. Samma dag meddelade koncernen officiellt det via Twitter att man ville ta tillbaka Nordiques till staden Québec. Den 30 juli rapporterade kanadensisk sportmedia att Québecor var på jakt efter investerare till det påtänkta NHL-projektet och bland annat för att dela på expansionsavgiften som rapporteras vara uppemot en halv miljard amerikanska dollar.
Man hade 2014 förvärvat det kanadensiska proffsjuniorishockeylaget Remparts de Québec från bland andra Patrick Roy för uppemot C$25 miljoner.